# 新井花菜
新井 花菜（あらい かな、1992年9月18日 - ）は、日本の女優、タレント、グラビアアイドル。埼玉県出身。
春日部共栄高等学校特進コースを経て、跡見学園女子大学文学部臨床心理学科を卒業。

## 略歴
中学生時代の2008年に芸能事務所アバンギャルド（現・アヴィラ）にスカウトされ芸能界入り。
大学で臨床心理学科に在籍し、ストレスについて研究していた頃、ストレスで心と身体が壊れた事案をたくさん目にし、病気になる前に緩和させることが大事だと思い、五感を大切にするリラクゼーションに興味を持ち、以降は芸能活動と並行してリラクゼーションセラピストとしても活動。
2019年2月放送のAbemaTV「全日本柔軟女王グラドルコンテスト」では身体の柔らかさを生かし2代目優勝者となった（決勝で決着がつかないまま桜りんとダブル優勝）。
2019年9月10日、12年所属していたアヴィラとの契約満了を迎え退所。
2023年、第4回サンスポGoGoクイーンオーディション参加。

## 人物
- 特技はバレエ、I字バランス、柔軟縄跳び。5歳からクラシックバレエを習い、高校では新体操をやりたかったが、部活がなかった為、1番近いと思ったダンス部に入部。チアリーダーとして、野球応援（在学中は甲子園には行けなかった）、チアリーディングの大会に向けて、ダンスやスタンツの練習をしていた。
- 20歳の時に世界一周の船に乗り25カ国旅をした。全く分からない言語の地域でも、ジェスチャーやパッションで世界中に友達を作った。モロッコでは現地の家族とアラビア語と日本語で会話をし、仲良くなってお婆さんの形見の指輪をもらった。

## 出演

### 映画
- すべての女に嘘がある（2012年） - 麻友 役
- KIRI-「職業・殺し屋。」外伝-（2015年、東映ビデオ　エクセレントフィルムズ）
- 棒の哀しみ（2016年）
- ミスムーンライト（2017年） - のりっぺ 役
- スリーシスターズ（2018年） - 美由紀 役
- ダイナマイト・ソウル・バンビ（2019年） - 小鳥 役
- 渋谷シャドウ（2019年） - ウェイトレス 役

### テレビドラマ
- エイジハラスメント（2015年、テレビ朝日）
- 土曜プレミアム・世にも奇妙な物語 春の特別編「不倫警察」（2018年、フジテレビ）
- 小河ドラマ 龍馬がくる！ 第3話（2018年、関西テレビ）
- いつかこの雨がやむ日まで 第3話（2018年、東海テレビ）
- BACK STREET GIRLS-ゴクドルズ- 第1話（2019年、TBSテレビ） - アイドル指導ビデオ少女 役
- 夢食堂の料理人〜1964東京オリンピック選手村物語〜（2019年、NHK総合） - 通訳 役
- チート〜詐欺師の皆さん、ご注意ください〜 第5話（2019年、読売テレビ） - 勢野ガール 役
- ねぇ先生、知らないの?（2019年、MBSテレビ） - 美容師 役
- ウルトラマンZ 第14話（2020年、テレビ東京） - 整備班員 役
- 天国と地獄〜サイコな2人〜 （2021年、TBS） - コ・アース社員 役
- しろめし修行僧 第5話 (2022年、テレビ東京)

### 舞台
- すべての女に嘘がある〜少女、剪定～（2012年4月10日 -15日、THEATER BRATS）
- 朗読劇 全員、片想い（2015年10月28日 -11月1日、銀座みゆき館劇場）
- 23区女子（2016年5月27日 - 30日、座・高円寺2）
- シッソウノオト（2016年8月3日 - 14日、アトリエファンファーレ高円寺）
- teamオムレット定期公演「タンペン。11月号」（2016年11月11日 - 13日、かもめ座）
- アリスインプロジェクト「GIRLS TREK」（2016年12月7日 - 11日、新宿ブラッツ）
- ボクらの罪団 第四犯公演「TABOO」（2017年3月7日 - 12日、萬劇場）
- エンブリオ（2017年5月17日 - 21日、シアターサンモール）
- STRAY DOG Seedling公演「アロハ色のヒーロー」（2017年7月19日 - 23日、あくとれスタジオ）
- ワイルドチャイルド第1回公演「No heart to the dead〜死人に心無し〜」（2017年9月28日 - 10月1日、BOX in BOX THEATER）
- STRAY DOG Seedling公演「へなちょこヴィーナス」（2017年10月31日 - 11月8日、ワーサルスタジオ）
- ボクらの罪団 SPECIAL EDITION第1弾「デスペラードを知ってるか？」（2018年3月7日 - 12日、BOX in BOX THEATER）
- シズカ式「佐藤家のぬかどこ」（2019年12月13日 - 21日、両国air studio）

### テレビ
- パチFUN！（2018年7月25日、テレビ埼玉）
- お願い!ランキング（2019年4月2日、テレビ朝日）
- 痛快TV スカッとジャパン 神ティーチャースカッと（2019年8月19日、フジテレビ）

### ショートフィルム
- ゆるい恋（2017年） - ヒロイン
  - ショートショートフィルムフェスティバル&アジア2017 第1回キテミル川越ショートフィルム 奨励賞

### Web
- マイファーマーチャンネル「ベジタブルサークル」（2015年3月 - 2016年4月、ニコ生） - レギュラー
- 全日本○○グラドルコンテスト-アビリティ-「全日本演技派グラドルコンテスト（2019年1月20日・27日、AbemaTV）
- 全日本○○グラドルコンテスト-アビリティ-「第2回全日本柔軟女王グラドルコンテスト（2019年2月10日・17日・24日、AbemaTV ）
- オーディションTVオリジナル短編映画「もんげん」（2020年1月13日 - 、YouTube）

### ラジオ
- 夢はハリウッド！KU・RO・HU・NEプロジェクト（2011年10月 - 2012年3月、ニッポン放送） - 不定期レギュラー
- ステラ☆HAPPY！LIVE！～お悩み解決しましょうこ～（2018年11月30日、市川うららFM） - ゲスト

### 雑誌
- BOMB（学研、2018年5月9日）
- ヤングジャンプ（集英社、2018年2月15日）

### DVD・イメージ
- とまどっちゃったカナ！？（2018年1月31日、CRENE）
- ゴロゴロ.（2018年6月29日、スパイスビジュアル）